# 中華民國不動產協進會
中華民國不動產協進會（英語：FIACBI-Taiwan），1972年成立於台北市，1974年申請進入世界不動產聯盟（FIABCI）成為旗下分會，設有理事長一人和理事20人。2006年開始辦理國家卓越建設獎，得獎建築案會被推薦至FIABCI全球卓越建設獎角逐。
該協會並為亞太地區不動產聯合會發起會之一。